# Passo Buole
Il passo Buole (1 460 m) è un valico alpino delle Prealpi venete, fra il Gruppo del Carega e il Coni Zugna, in provincia di Trento.
Situato sulla cresta montuosa che separa la Vallarsa dalla bassa Val Lagarina, non è interamente transitabile dagli autoveicoli, per cui la sua importanza come via di collegamento è limitata all'escursionismo.

## Storia
Passo Buole è passato alla storia come le Termopili d'Italia, per gli aspri combattimenti che vi ebbero luogo nel maggio-giugno del 1916 durante la Strafexpedition.

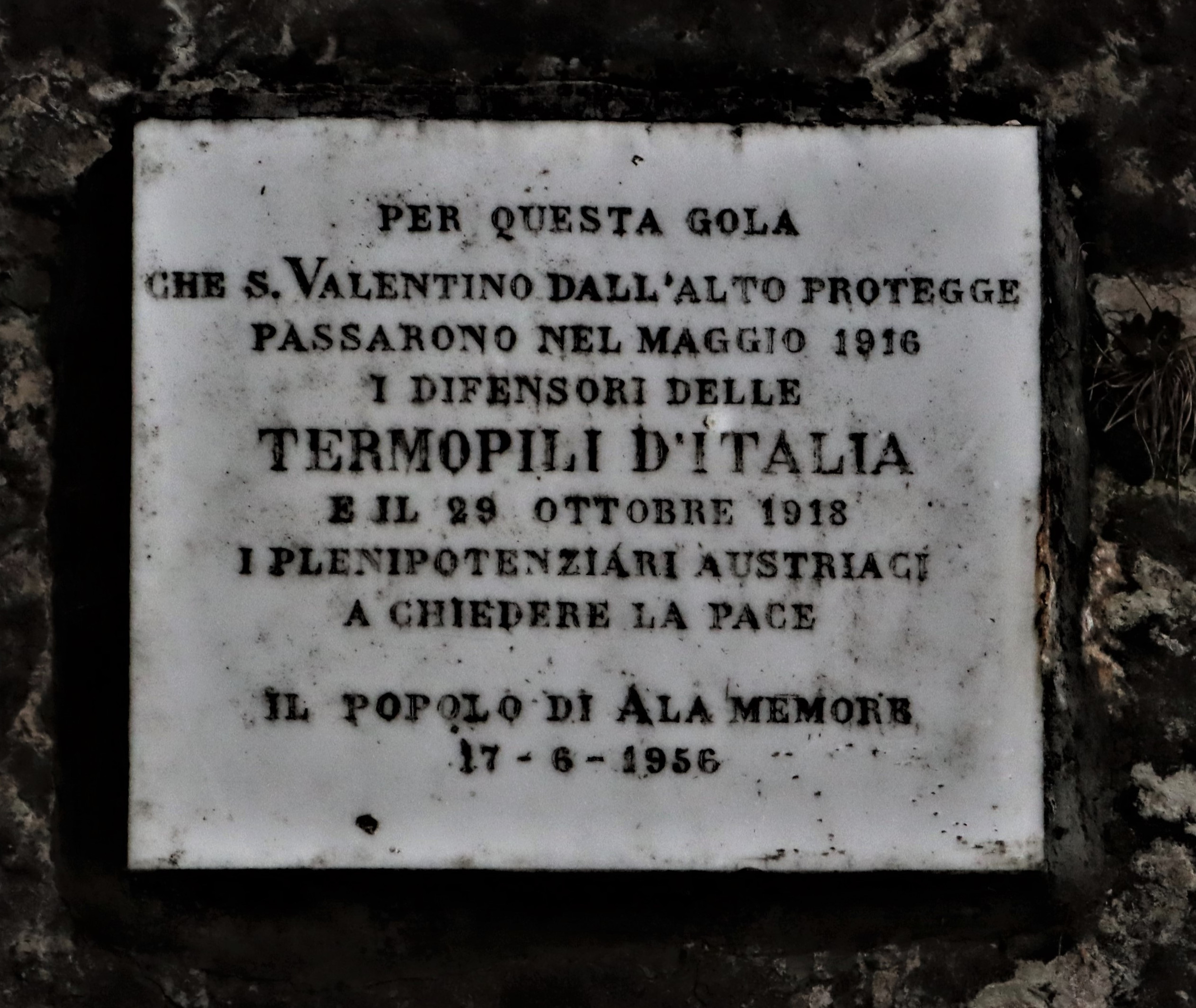
Lapide che ricorda le Termopili d'Italia nella gola di passo Buole.

L'attacco principale ebbe inizio il 30 maggio 1916 dopo che l'esercito austro-ungarico si era attestato nelle vicinanze nei giorni precedenti. Il 3º reggimento della Divisione Landesschutzen fu fermato per ben tre volte dai fanti della Brigata Sicilia e poi della Brigata Taro, per poi essere ancora fermato l'indomani dalla Brigata Padova giunta in rinforzo.
Le vicende di passo Buole furono della massima importanza strategica in quanto un eventuale sfondamento austriaco avrebbe aperto ai soldati asburgici la via verso la vallata dell'Adige.
I vari comandi delle truppe italiane, sin dallo scoppio della guerra, presero sede nella villa dei Gresti di Ala (vicina alla chiesa di San Leonardo, proprietà della famiglia) poi divenuta villa Guerrieri Gonzaga, e in quelle stanze i plenipotenziari austriaci, dopo essere passati per passo Buole, nel 1918, si recarono per redigere il testo del trattato di resa all'Italia che sarebbe poi stato firmato a Villa Giusti il 3 novembre.
Ancora oggi nella zona circostante sono visibili i resti delle trincee del campo di battaglia. Sul fianco della montagna, dalla valle dell'Adige è visibile la grande scritta "A Passo Buole" posizionata in ricordo dell'evento.